# Argyripnus ephippiatus
Argyripnus ephippiatus és una espècie de peix pertanyent a la família dels esternoptíquids.

## Descripció
- Fa 8,9 cm de llargària màxima.[5][6]

## Hàbitat
És un peix marí, de clima subtropical i bentopelàgic que viu entre 325 i 518 m de fondària.

## Distribució geogràfica
Es troba al Pacífic: Austràlia i les illes Hawaii.

## Observacions
És inofensiu per als humans.